# Į̄́
Į̄́ (minuscule : į̄́), appelé I macron accent aigu ogonek, est une lettre latine utilisée dans l’écriture du kaska.
Il s’agit de la lettre I diacritée d’un macron, d’un accent aigu et d’un ogonek.

## Représentations informatiques
Le I macron accent aigu ogonek peut être représenté avec les caractères Unicode suivants : 
- composé et normalisé NFC (latin étendu A, diacritiques) :

| formes    | représentations | chaînes de caractères | points de code       | descriptions                                                                |
| --------- | --------------- | --------------------- | -------------------- | --------------------------------------------------------------------------- |
| capitale  | Į̄́               | Į◌̄◌́                   | U+012E U+0304 U+0301 | lettre majuscule latine i ogonek diacritique macron diacritique accent aigu |
| minuscule | į̄́               | į◌̄◌́                   | U+012F U+0304 U+0301 | lettre minuscule latine i ogonek diacritique macron diacritique accent aigu |

- décomposé et normalisé NFD (latin de base, diacritiques) :

| formes    | représentations | chaînes de caractères | points de code              | descriptions                                                                            |
| --------- | --------------- | --------------------- | --------------------------- | --------------------------------------------------------------------------------------- |
| capitale  | Į̄́               | I◌̨◌̄◌́                  | U+0049 U+0328 U+0304 U+0301 | lettre majuscule latine i diacritique ogonek diacritique macron diacritique accent aigu |
| minuscule | į̄́               | i◌̨◌̄◌́                  | U+0069 U+0328 U+0304 U+0301 | lettre minuscule latine i diacritique ogonek diacritique macron diacritique accent aigu |